# Stamigna

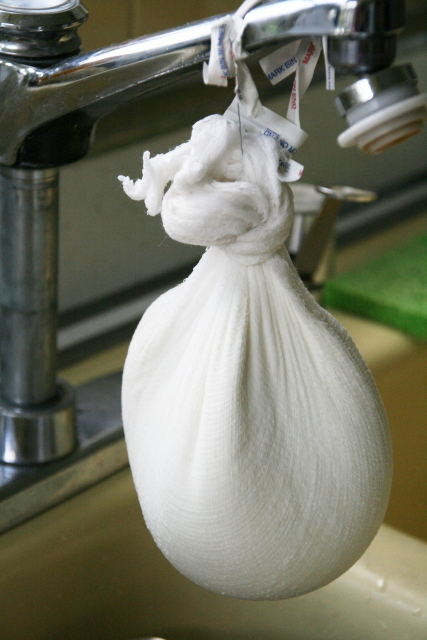
Telo di stamigna usato per la produzione di formaggio

La stamigna, o stamina, è un tessuto ad armatura tela, con riduzione larga cioè con fili radi, di mano molle e medio peso. Solitamente è in cotone, ma può essere fatta con qualsiasi fibra tessile.
Il suo nome deriva dal latino staminea (aggettivo derivante da stame cioè di lana sottile e resistente, mentre in francese è étamine).

## Uso
- Trova utilizzo in cucina come filtro o colino: con la sua trama rada riesce a chiarificare un liquido, filtrare i grumi e le impurità, e, per questo, si usa per passare al setaccio le salse.
- Era usata in bachicoltura per le prime fasi di allevamento dei bachi da seta, quando faceva da fondo alle lettiere delle prime mute.
- Quella usata come canovaccio per il ricamo si trova in commercio col nome di etamine.
- In arredamento è usata per tende.

Questo tessuto sta cadendo in disuso, data la concorrenza delle fibre sintetiche, più resistenti e leggere, sia nell'abbigliamento, dove era usato come rinforzo in sartoria, sia nella confezione di bandiere.